# Судерв'янка
Судерв'янка (Судерва) (лит. Suderwa, пол. Suderwa) — річка в Литві, у Вільнюському районі Вільнюського повіту. Права притока Нярісу (басейн Балтійського моря).

## Опис
Довжина річки приблизно 14 км, найкоротша відстань між витоком і гирлом — 10,89 км, коефіцієнт звивистості — 1,29.

## Розташування
Бере початок у селищі Авіженяй (лит. Avižieniai). Спочатку тече переважно на південний схід через Гінетішкєс (лит. Gineitiškės). Потім повертає на південний захід, тече через Буйвидішкєс (лит. Buivydiškės), Гуделяї (лит. Gudeliai) і впадає у річку Няріс.
Біля витоку річки у селищі Авіженяй пролягає єврошлях Е272.

## Цікавий факт
- З лівого берега річки на відстані 1,7 км розташована Вільнюська телевезійна вежа (лит. Vilniaus televizijos bokštas).